# 피시디아
피시디아(그리스어: Πισιδία)는 고대 소아시아의 영역이었다. 현재 튀르키예의 안탈리아 주이다. 리키아의 북쪽이며 카리아, 리디아, 프리기아와 팜필리아와 경계한다. 피시디아의 주요 도시로는 테르메소스, 셀게, 크렘나, 사갈라소스, 에텐나, 안티오키아, 네아폴리스, 티아리쿰, 라오디케아 콤부스타와 필로멜리온 등이 있다.

## 같이 보기
- 피시디아어